# 韋爾比夫卡 (赫梅利尼克區)
49°32′9″N 27°54′40″E / 49.53583°N 27.91111°E
韋爾比夫卡（烏克蘭語：Вербівка），是烏克蘭的村落，位於該國西南部文尼察州，由赫梅利尼克區負責管轄，面積0.46平方公里，海拔高度277米，2001年人口299，人口密度每平方公里650人。